# فرانكا رام
فرانكا رام (بالإيطالية: Franca Rame)‏ (18 يوليو 1929 ــــ 29 مايو 2013) ممثلة إيطالية مسرحية، بالإضافة إلى كونها كاتبة مسرحية وناشطة سياسية. تزوجت من الكاتب المسرحي داريو فو الحائز على جائزة نوبل في الأدب ووالدة الكاتب جاكوبو فو الذي كرس جائزة نوبل لها.

## السيرة الذاتية
ولدت فرانكا رام في بارابياغو،لومبارديا، في عام 1929، في أسرة تتبنى التقاليد المسرحية الطويلة. قامت بعرضها المسرحي في 1951. وبعد ذلك، التقت بداريو فو الذي تزوجها في 1954. ولد ابنهم جاكوبو في 31 مارس 1955. وفي عام 1958، شاركت في تأسيس فرقة داريو فوــ فرانكا رام المسرحية في ميلانو، بمشاركة فو ككاتب ومديرا، ورام الممثلة الأساسية والمسؤولة.
استمرت رام عملها مع فو خلال العديد من المسرحيات والفرق المسرحية المتنوعة، والتي حظت بالنجاح الشعبي بجانب الرقابة الحكومية. كما كانت ناشطة في سكورو روسو(المعونة الحمراء)، من خلال كتابة الخطابات وتقديم الكتب للسجناء ومساعدة أسرهم بجانب توكيل المحامين لهم. وفي عام 1970، بدأت رام طريقها في كتابة المسرحيات (أحيانا مرحلة المونولوج) من تأليفها، كجراسو ابيلو وتوتا كازا، ليتو اشيزا، والتي إنطوت على الدعوة النسوية ومساندة المرأة بشكل بات ملحوظا.
وفي مارس 1973، تم اختطاف رام على يد (قوات الدرك الوطني الإيطالية) في كارابنييري ميلانو والذين تم تفوضيهم من قِبل مسؤولين كبار بالدولة، ثم قاموا باحتجازها تحت التهديد بالسلاح والقوها في سيارة. كما قاموا بربطها، وضربها، وإحراقها بالسجائر، وتجريح جسدها بشفرات الحلاقة والقوها في حديقة.ثم عادت إلى المسرح بعد شهرين مُقدمة مونولوجات مناهضة للفاشية الإيطالية.
أصبحت رام عضوًا ضمن الحزب الشيوعي الإيطالي في 1967. وكانت عضوًا في مجلس الشيوخ الإيطالي الذي يمثل فسادًا يساريًا وسطيًا مناهضًا لثقافة إيطاليا، حزب القيم، الذي تم نبذه في 2008 بفضل الخيارات السياسية من قِبل الحكومة التي تم تدعيمها من قِبل حزب القيم. وفي 2006 تم تعيينها كمرشح لرئيس إيطاليا من قِبل قائد حزب القيم أنطونيو دي بيرترو، ولكنها حصدت فقط 24 صوتا لأول أقتراع في الانتخابات الرئاسية. ومن 2010 كانت بصحبة زوجها عضوا مستقلا لإعادة تأسيس الحزب الشيوعي .
توفت في ميلانو عام 2013، عن عمر يناهز 83، ودُفنت في مقبرة المدينة الأثرية.

## المصادر

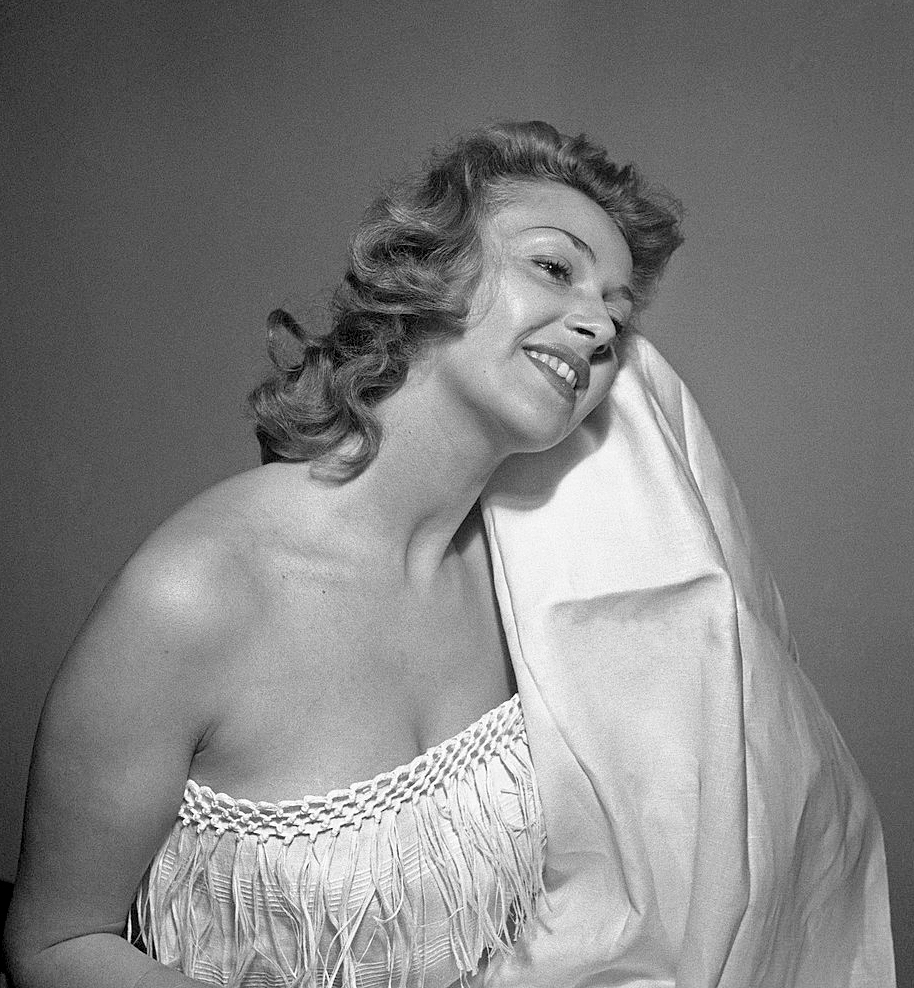
فرانكا رام في 1952

## انظر أيضًا

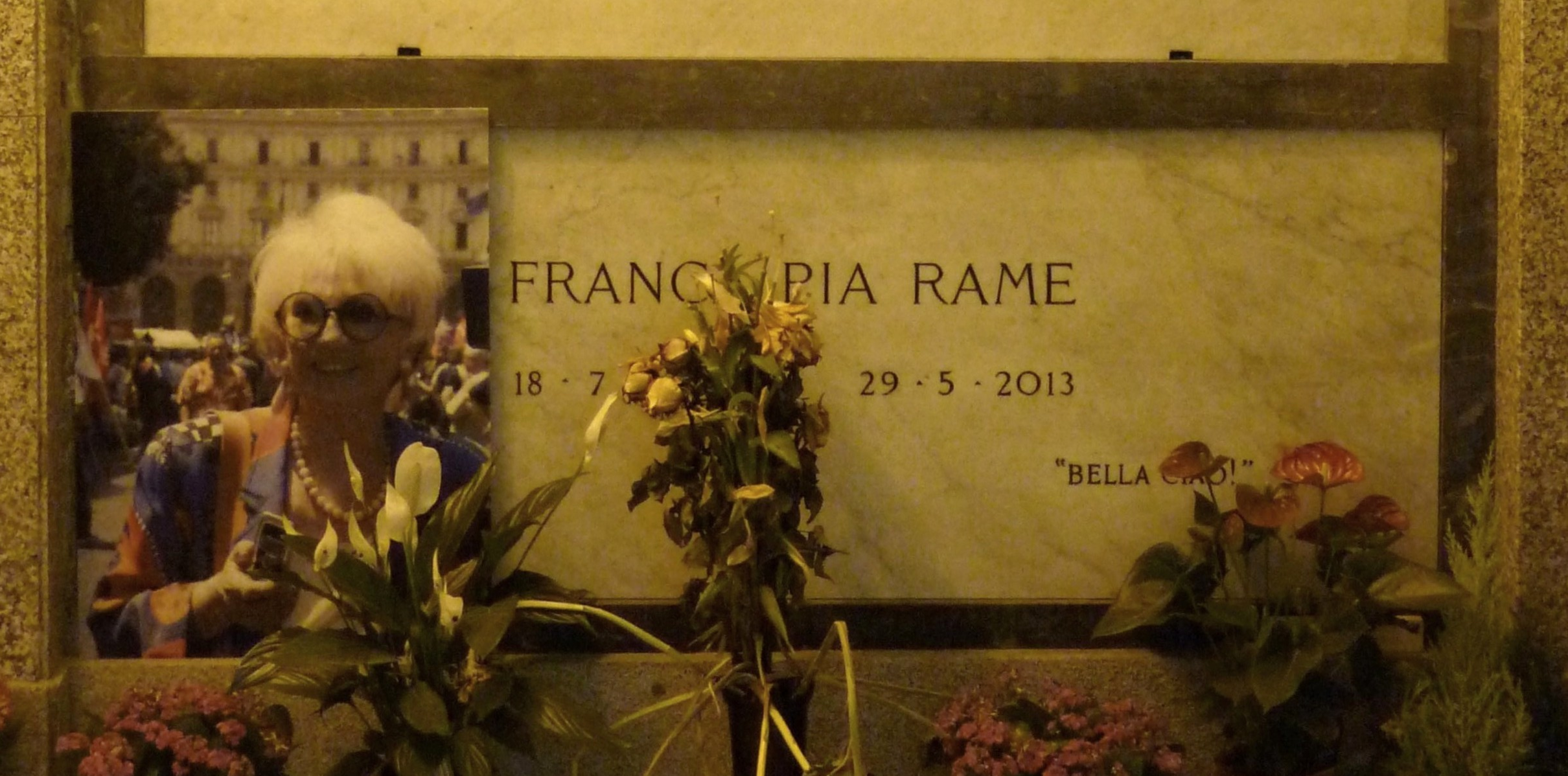
مقبرة فرانكا رام الضخمة في ميلانو

## وصلات خارجية
- فرانكا رام على موقع IMDb (الإنجليزية)
- فرانكا رام على موقع ألو سيني (الفرنسية)
- فرانكا رام على موقع ميوزك برينز (الإنجليزية)
- فرانكا رام على موقع ديسكوغز (الإنجليزية)
- فرانكا رام على موقع قاعدة بيانات الفيلم (الإنجليزية)
- فرانكا رام على موقع كينوبويسك (الروسية)

الموقع الرسمي (بالغة الإيطالية)
فرانكا رام على قاعدة بيانات الأفلام على الإنترنت